# Renault Alaskan
Renault Alaskan — серия малотоннажных развозных автомобилей-пикапов, выпускаемых компанией Renault с 2016 года. Платформа и двигатели взяты от моделей Nissan Navara и Mercedes-Benz X-класс.

## История

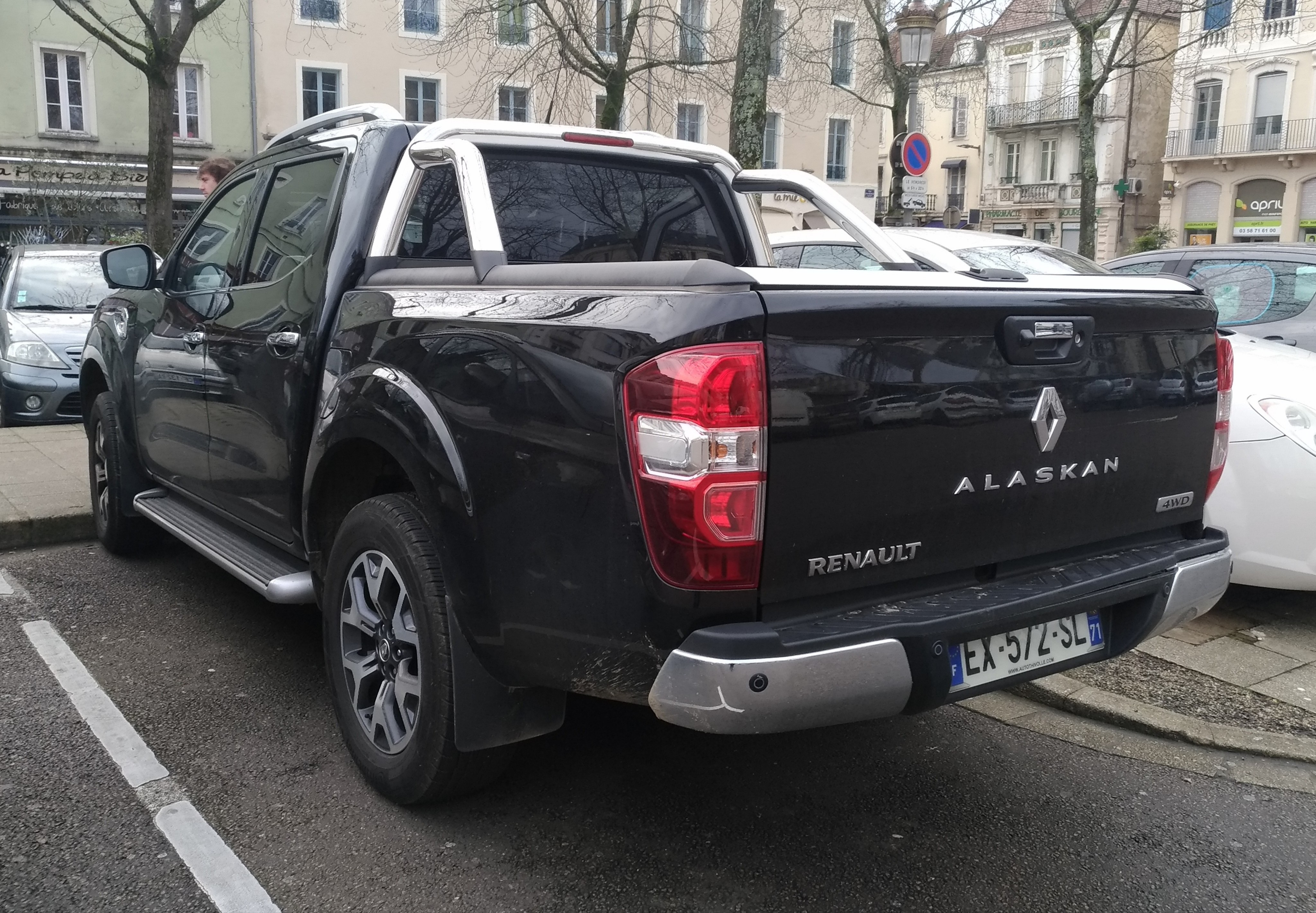
Renault Alaskan (вид сзади)

Первый прототип Renault Alaskan был представлен в октябре 2016 года в Париже. За основу была взята японская модель Nissan Navara. С того же периода Renault Alaskan поставляется в Колумбию. В Европу модель поставляется с 2017 года. С октября 2020 года автомобиль производится в Аргентине. В том же году производство планировалось завершить, однако официального подтверждения этому нет.

## Особенности
Автомобиль за всю историю производства комплектуется турбодизельными 2,3-литровыми двигателями YS23DDT мощностью 160 л. с. и YS23DDTT мощностью 190 л. с.

## Renault Alaskan Concept

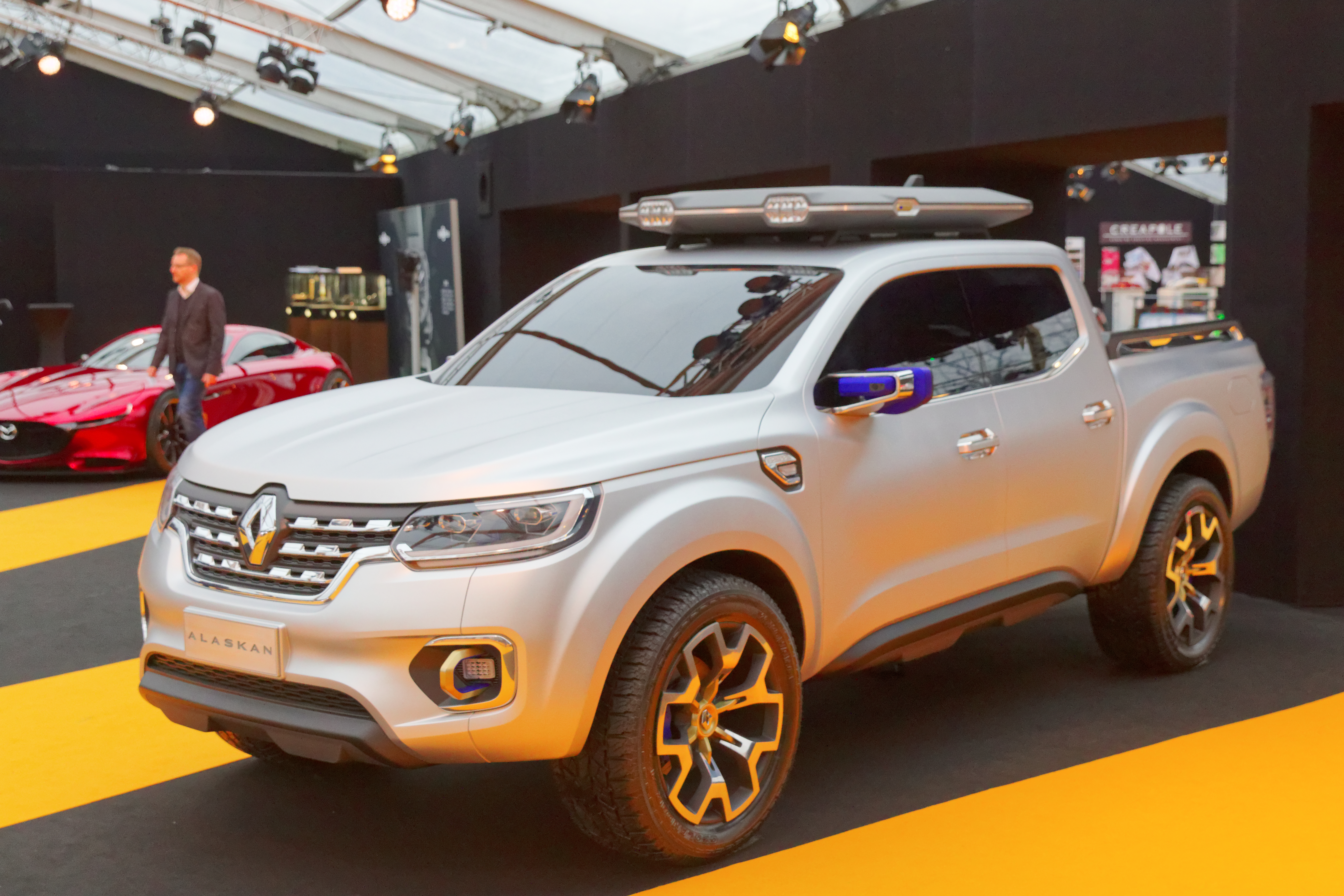
Renault Alaskan Concept

Этот автомобиль был представлен 3 сентября 2015 года в Париже, за год до обычной недорогой версии Renault Alaskan. Он имеет однотонную грузоподъёмность, 21-дюймовые колёса и светодиодную технику. Двигатель взят от модели Renault Master.

## Моторизация
|                                     | 2.3 DCi 160               | 2.3 DCi 190               | 2.3 DCi 190               |
| ----------------------------------- | ------------------------- | ------------------------- | ------------------------- |
| Название двигателя                  | M9T                       | M9T                       | M9T                       |
| Объём                               | 2298 см3                  | 2298 см3                  | 2298 см3                  |
| Количество и расположение цилиндров | 4, рядное                 | 4, рядное                 | 4, рядное                 |
| Мощность                            | 160 л. с. при 3750 об/мин | 190 л. с. при 3750 об/мин | 190 л. с. при 3750 об/мин |
| Крутящий момент                     | 403 Н*м при 2000 об/мин   | 450 Н*м при 2000 об/мин   | 450 Н*м при 2000 об/мин   |
| Коробка передач                     | BVM6                      | BVM6                      | EDC7                      |
| Максимальная скорость               |                           |                           |                           |
| Расход топлива (л/100 км)           | 6,3                       | 6,3                       | 6,9                       |
| Выбросы CO2 (г/км)                  | 167                       | 167                       | 183                       |